# Кузьміна Олена Єфимівна
Олена Юхимівна Кузьміна (13 квітня 1931, Москва, СРСР — 17 жовтня 2013, Москва
) — радянська і російська вчена, археолог і культуролог, фахівець з індоіранської проблематики, доісторичних степових міграцій, культурології, музеєзнавства. Головна наукова співробітниця Сектору прикладної культурології і культурної політики Російського інституту культурології.
Дійсний член Російської академії природничих наук (1998), доктор історичних наук, заслужена діячка науки.

## Життєпис
Олена Кузьміна народилася в родині спадкових московських інтелігентів. Закінчила школу № 613 в Москві з золотою медаллю 1949 року. В цьому ж році вступила на Кафедру археології історичного факультету МДУ.
Протягом 1954—1957 років — в аспірантурі Інституту історії матеріальної культури (пізніше — Інститут археології АН СРСР). Від 1957 до 1986 року працювала науковою, потім старшою науковою співробітницею, начальницею експедиції в Інституті археології.
1964 року захистила кандидатську дисертацію «Розвиток виробництва металевих виробів у Середній Азії в епоху енеоліту та бронзи».
1988 року захистила докторську дисертацію «Матеріальна культура племен андронівської спільноти походження індоіранців».
Олена Юхимівна вважала своїм головним учителем видатного сходознавця М. М. Дьяконова (1907—1954).

## Наукова діяльність
Проводила археологічні розкопки на Південному Уралі і в Казахстані, відкривши понад 100 пам'яток і розкопавши понад 40 поселень і могильників бронзової доби.
Від 1986 року працювала в Російському інституті культурології спочатку завідувачкою відділу музеєзнавства, а потім головною науковою співробітницею. Брала участь в експедиціях ЮНЕСКО в Індії і Шрі-Ланці, читала лекції в університетах (Париж, Лондон, Кембридж, Оксфорд, Берлін, Франкфурт, Неаполь, Гарвард, Лос-Анджелес, Стенфорд, Берклі, Коломбо, Делі тощо), а також в університетах і музеях Росії, Казахстану, Киргизії, Узбекистану, Таджикистану.
Має понад 300 наукових публікацій, серед яких 14 монографій. Книга «The Origin of the Indo-Iranians» (Leiden, Boston: Brill, 2007) отримала Міжнародну премію і фірман за кращу книгу року з історії Ірану.
Сфера наукових інтересів: археологія бронзової доби степів Євразії та Середньої Азії, культурні зв'язки з Китаєм, етногенез індо-іранських народів, міфологія і семантика мистецтва бактрійців і сако-скіфів, історія культури, культурологія, сучасні етнокультурні процеси, музеєфікація і охорона пам'яток культури.

## Міжнародні асоціації
Член-кореспондент Німецького археологічного інституту (Берлін), дійсна член Європейського товариства іранологів (Рим) і Асоціації археології Південної Азії (Лондон), президент музейної комісії Асоціації орієнталістів Росії; експерт Центральноазіатської комісії ЮНЕСКО з надання статусу пам'ятки Світової спадщини.

## Нагороди та звання
- Заслужений діяч науки Російської Федерації (31 січня 2002 року) — за заслуги в науковій діяльності та підготовку висококваліфікованих фахівців[5]
- Орден Дружби (9 січня 2012) — за великі заслуги в розвитку вітчизняної культури і мистецтва, багаторічну плідну діяльність[6]

## Основні роботи
- Кузьмина, Е. Е. Предыстория Великого шёлкового пути / Федерал. агентство по культуре и кинематографии, Рос. ин-т культурологии. — М: РИК: URSS, 2009.
- Кузьмина, Е. Е. Классификация и периодизация памятников андроновской культуры. — Актобе, 2008.
- Кузьмина, Е. Е. Арии — путь на юг / Рос. ин-т культурологии. — М.: Летний сад., 2008.
- Kuzmina, E. The Prehistory of the Silk Road. — Phyladelphia, 2008.
- Kuzmina, E. The Origin of the Indo-Iranians. — Leiden, Boston: «Brill», 2007.
- Кузьмина, Е. Е. Мифология и искусство скифов и бактрийцев: (культурологические очерки)=Mythology and art of Scythians and Bactrians: (essays on cultural history) / М-во культуры РФ, Рос. ин-т культурологии. — М., 2002.
- Kuzmina E. Tradition Andronovo. World Internet Encyclopedia of Prehistory. — Chicago, 2001.
- Кузьмина, Е. Е. Откуда пришли индоарии? : материальная культура племен андроновской общности и происхождение индоиранцев / Рос. акад. наук ; М-во культуры РФ, Рос. ин-т культурологии. — М. : Наука, Вост. лит., 1994. — 464 с. : ил., карт. — Библиогр.: с. 281—359. — Рез. англ.
- Кузьмина, Е. Е. Национальная культурная политика Великобритании и музей: пособие для аспирантов / М-во культуры РФ, Рос. ин-т культурологии. — М., 1992. — 63 с. : ил. — (Этнология и проблемы культурного проектирования).
- Кузьмина, Е. Е. Древнейшие скотоводы от Урала до Тянь-Шаня / ред. В. И. Мокрынин. — Фрунзе: Илим, 1986. — 134 с.
- Кузьмина, Е. Е. Происхождение индоиранцев в свете новейших археологических открытий / Е. Е. Кузьмина, К. Ф. Смирнов ; АН СССР, Ин-т археологии; ред. Н. Я. Мерперт. — М. : Наука, 1977. — 83 с.
- Кузьмина, Е. Е. В стране Кавата и Афрасиаба / ред. К. Ф. Смирнов. — М. : Наука, 1977. — 144 с. — (Из истории мировой культуры).
- Кузьмина, Е. Е. Андроновская культура. Вып. 1. Памятники западных областей / Е. Е. Кузьмина и др. ; АН СССР. Ин-т археологии. — М. ; Л. : Наука, 1966. — (Археология СССР: свод археологических источников; вып. В3-2).
- Кузьмина, Е. Е. Металлические изделия энеолита и бронзового века Средней Азии / АН СССР. Ин-т археологии; ред. В. И. Мошинская. — М. ; Л. : Наука, 1966. — (Археология СССР: свод археологических источников; вып. В4-9).